# Matteo IV di Alessandria
Papa Matteo IV o Anba Matta El-Meeri, noto come Matteo di Meer (Matteo de Mir) (in arabo egiziano متاؤس الرابع; Meer, ... – Egitto, 15 agosto 1675) è stato un vescovo cristiano orientale egiziano, 102 ° Papa d'Alessandria e Patriarca della Sede di San Marco.

## Monacato
Era originario di Meer, da cui prese anche il nome di El-meeri, ed entrò nel monastero di Paromeos nel deserto di Nitria (secondo una fonte nel monastero di Santa Maria), prima di diventare papa, nel 1600.

## Patriarcato
Il suo primo giorno da papa copto trasferì la sede del papa copto ortodosso di Alessandria dalla chiesa della Vergine Maria (Haret Zuweila) alla chiesa di Santa Maria a Haret el-Roum, sede in cui il papato sarebbe rimasto fino al 1800 (1516-1517 del calendario copto).